# Kate Chopin

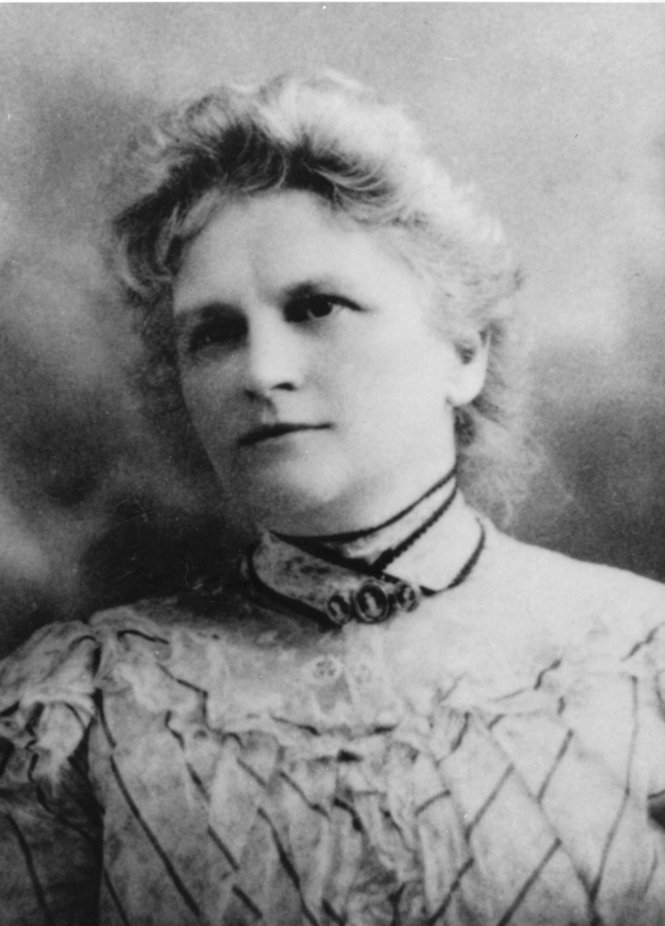
Porträtt av Kate Chopin från slutet av 1890-talet

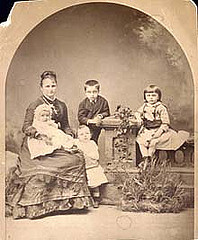
Kate Chopin med fyra av sina söner, New Orleans 1877

Kate Chopin (flicknamn: Katherine O'Flaherty) (8 februari 1850 – 22 augusti 1904) var en amerikansk författare. Hon är framförallt känd för romanen The Awakening (svensk titel: Uppvaknandet) från 1899.

## Biografi
Kate Chopin föddes i Saint Louis, Missouri. Hennes mor Eliza Faris O'Flaherty hade franska rötter och hennes far, Thomas O'Flaherty, var en av de irländska emigranter som kom till Amerika under 1800-talet. Chopin hade fyra syskon, två systrar och två halvbröder, som alla dog på grund av olika omständigheter. Efter faderns död 1855 fick hon en nära relation med sin mor och med sina äldre kvinnliga släktingar. Chopin tog examen från Sacred Heart Convent i St.Louis 1868 och den 9 juni 1870 gifte hon sig med Oscar Chopin i Holy Angels Church, St.Louis. Paret fick sex barn tillsammans innan Oscar Chopin dog 1882. I början av 1890-talet påbörjade Chopin sin författarkarriär. 1904 dog Kate Chopin till följd av en hjärnblödning.

## Karriär
Kate Chopins författarskap introducerades för den läskunniga amerikanska allmänheten i början av 1890-talet när hennes korta historier om Louisiana publicerades i Vogue, The Century och The Atlantic. Med novellsamlingen Bayou Folk (1894) blev hon nationellt känd som en framstående författare till berättelser med levande miljöbeskrivningar och uttrycksfulla gestaltningar av kvinnor och män med olika socioekonomiska och etniska bakgrunder, i söderns städer och på bomullsplantagerna. Chopin hade hunnit författa ett hundratal texter, samt publicerat ytterligare en novellsamling - A Night in Acadie (1897), när hennes mest uppseendeväckande roman The Awakening kom ut på bokmarknaden 1899. Efter den skandalomsusade utgivningen avtog Kate Chopins författarskap och hon skrev mycket lite fram till sin död.

## The Awakening
Boken handlar om protagonisten Edna Pontellier och hennes kamp mellan de oortodoxa känslor om kvinnlighet som väcks i henne och sekelskiftets rådande sociala konventioner i den amerikanska södern. Romanen mottogs med blandad kritik och blev skandalomsusad. Idag ses boken med sin stilistiska och psykologiska säkerhet, och sitt för sin samtids känsliga ämne, som en klassiker.